# Общество российско-китайской дружбы
Общество российско-китайской дружбы (кит. 俄罗斯中国友好协会) — межрегиональная общественная организация, занимающаяся народной дипломатией. Учреждено 29 октября 1957 года. В СССР ОРКД носило название Общество советско-китайской дружбы (ОСКД). В разное время председателями ОРКД были член Президиума Верховного Совета СССР А. А. Андреев, С. Л. Тихвинский (1986—1998), М. Л. Титаренко (1998—2016), Д. Ф. Мезенцев (2016—2019). С августа 2019 года председателем ОРКД был избран первый заместитель Председателя Государственной Думы, первый заместитель председателя ЦК КПРФ И. И. Мельников. В 2022 году ОРКД широко отметило свой 65-летний юбилей. Поздравительные письма направили Президент РФ В. В. Путин и Председатель КНР Си Цзиньпин.
Первым заместителем Общества российско-китайской дружбы является Г. В. Куликова, которая в 2019 году была удостоена высшей награды КНР, вручаемой иностранным гражданам — Ордена Дружбы.
Общество российско-китайской дружбы активно поддерживает контакты с Обществом китайско-российской дружбы (учреждено в 1949 году) и Китайским народным обществом дружбы с заграницей. В составе Общества работают комиссии общественно-политическим мероприятиям и информационной деятельности (руководитель — Г. В. Куликова), культурному и гуманитарному сотрудничеству (руководитель — Барский К. М.), по образованию и работе с молодёжью (руководитель — Алексахин А. Н.), по научно-техническому сотрудничеству, по предпринимательской деятельности (руководитель — Санакоев С. Ф.), по работе с регионами (руководитель — Петухин Л. Д.). ОРКД имеет 22 региональных отделения по всей России
Согласно уставу ОРКД, главная цель Общества — способствовать укреплению традиционной дружбы между двумя странами, способствовать развитию деловых, гуманитарных, образовательных и молодежных связей между гражданами России и Китая и общественными организациями. ОРКД ежемесячно организует большое количество мероприятий, направленных на реализацию целей и задач Общества. Это — круглые столы, конференции, концерты, выставки. Например, 28 октября 2022 года в Институте стран Азии и Африки МГУ открылась выставка «65 лет во имя дружбы, взаимопонимания и сотрудничества между народами России и Китая», посвященная 65-летию Общества российско-китайской дружбы.

## Основные вехи истории ОРКД
29 октября 1957 — Учредительное собрание ОСКД. Председателем избран член Президиума Верховного Совета СССР, секретарь ЦК КПСС А. А. Андреев
1959 — соглашение о сотрудничестве ОСКД с ОКСД
29 января 1969 — II Всесоюзная конференция ОСКД
17 февраля 1978 — III Всесоюзная конференция ОСКД. Конференцию открыл академик С. Л. Тихвинский
Август 1984 — Визит почётного председателя ОСКД И. В. Архипова в Китай
25 ноября 1986 — IV Всесоюзная конференция ОСКД. Ректор Дипломатической академии С. Л. Тихвинский избран Председателем ОСКД.
Январь 1992 — Учредительная конференция ОРКД.
3 апреля 1998 — VI конференция ОРКД. Избрание М. Л. Титаренко Председателем ОРКД
6 июня 2016 — Избрание Председателем ОРКД сенатора, председателя Комитета Совета Федерации по экономической политике Д. Ф. Мезенцева
22 августа 2019 — Избрание Председателем ОРКД первого заместителя Председателя Государственной Думы И. И. Мельникова
29 сентября 2019 — Председатель КНР Си Цзиньпин наградил Г. В. Куликову Орденом Дружбы КНР.
30 октября 2022 — Торжественный вечер, посвящённый 65-летию ОРКД, состоялся в Колонном Зале Дома Союзов. Были оглашены поздравления Президента России В. В. Путина и Председателя КНР Си Цзиньпина..

## Членство в ОРКД

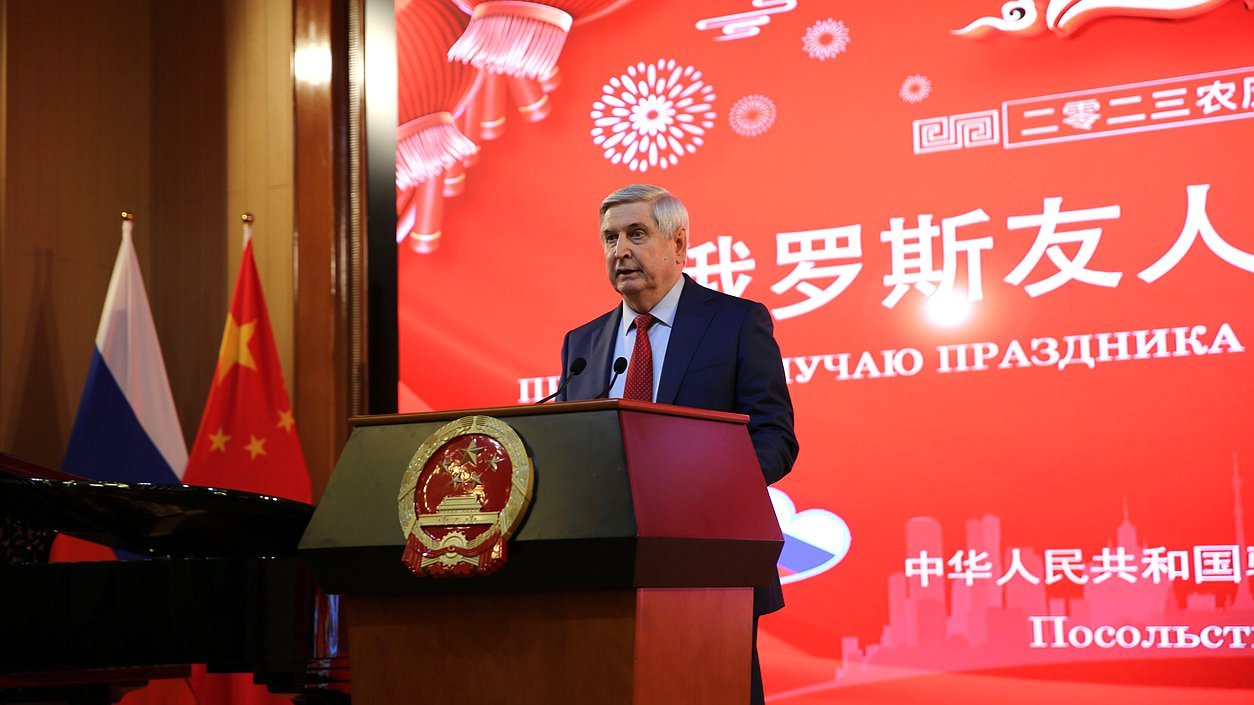
Председатель ОРКД. И. И. Мельников

Членами Общества могут быть граждане Российской Федерации, законно находящиеся на территории Российской Федерации, достигшие 18-летнего возраста, а также общественные объединения, являющиеся юридическими лицами, и юридические лица независимо от их организационно-правовых форм, признающие настоящий Устав, принимающие участие в достижении уставных целей Организации и уплачивающие членские взносы. Приём новых членов Общества осуществляется на основании их заявления в Центральное Правление Общества или в правление соответствующего регионального отделения. По результатам рассмотрения заявления Центральное Правление или правление отделения Общества принимает решение о принятии или об отказе в принятии в члены Общества.